# Acanthermia librata
Acanthermia librata là một loài bướm đêm trong họ Noctuidae.